# DN3
De DN3 (Roemeens: drum național 3) is een nationale weg die loopt van Boekarest naar Constanța aan de Zwarte Zeekust. Voordat de A2 in 2004 werd geopend waren de DN3 en DN3A een alternatief om vanaf Boekarest naar de kust te komen. Voor de opening van de A2 was deze weg de op twee na meest bereden weg van Roemenië. Tegenwoordig wordt deze weg vooral voor steden in de Baragan-vlakte gebruikt. De weg is 260 kilometer lang.

## Europese wegen
De volgende Europese weg loopt met de DN3 mee:
- A2 - Murfatlar